# Bota de Oro 1971-72

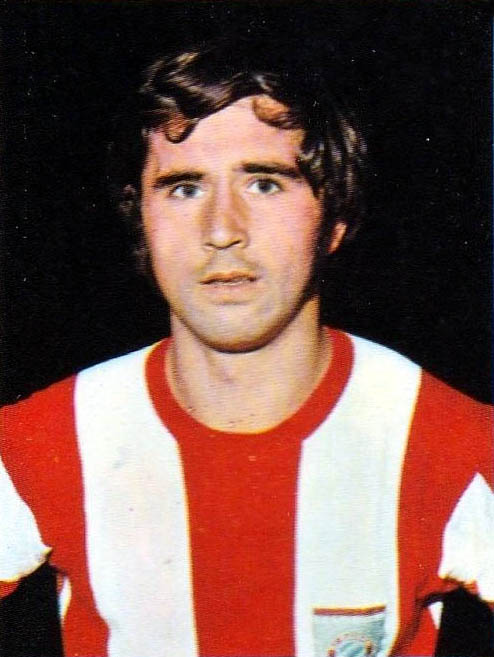
Gerd Müller, ganador en 1971-72.

La Bota de Oro 1971-72 fue un premio entregado por la European Sports Magazines al futbolista que logró la mayor cantidad de goles en la temporada europea.
El ganador de este premio fue el jugador alemán Gerd Müller por haber conseguido 40 goles en la Bundesliga. Müller ganó la bota de oro cuando jugaba para el equipo F.C. Bayern de Múnich.

## Resultados
| Posición | Futbolista          | Club                      | Campeonato                | Goles |
| -------- | ------------------- | ------------------------- | ------------------------- | ----- |
| 1        | Gerd Müller         | F.C. Bayern de Múnich     | Bundesliga                | 40    |
| 2        | Antonis Antoniadisr | Panathinaikos Fútbol Club | Super Liga de Grecia      | 39    |
| 3        | Joe Harper          | Aberdeen Football Club    | Premier League de Escocia | 33    |
| 3        | Francis Lee         | Manchester City FC        | Premier League            | 33    |
| 3        | Slobodan Santrač    | OFK Belgrado              | SuperLiga Serbia          | 33    |